# 和泉貴樹
和泉 貴樹（いずみ たかき、1954年6月14日 - ）は、栃木県出身の元アマチュア野球選手（外野手）、野球指導者。

## 来歴・人物
宇都宮商業高等学校では、1971年秋季県大会準決勝に進むが、作新学院高に敗退。卒業後は日本大学に入学。当時の日大野球部は低迷期にあり、東都大学野球リーグでは優勝に届かず、1974年秋季リーグ後に二部降格（1季のみ）も経験する。しかし同期のエース佐藤義則を擁し1975年秋季リーグでは駒大に次ぐ2位、1976年秋季リーグでは3位と健闘。自身もこの両季で首位打者を獲得し、ベストナイン（外野手）に選出されている。1975年秋は2位ながらも明治神宮大会に出場している。
大学卒業後は、社会人野球の日立製作所に入社。しかし外野手の層が厚く、あまり活躍の場はなかった。
現役引退後は、宇都宮商業高等学校、日本大学でコーチを務め、1988年春から母校の日本大学の監督に就任。二部リーグであったが合宿所に住み込んで指導し、1989年秋に同郷・落合英二の連投、1年生の真中満のサヨナラ本塁打などの活躍で入替戦勝利し、一部昇格。1992年秋には主将・真中、エース・門奈哲寛、北川博敏のバッテリーが活躍してリーグ戦優勝。1995年秋のリーグ戦では入替戦で敗れて2部降格となり1995年限りで監督を退任した。
その後は、2000年から2019年まで、東海地区大学野球連盟加盟の日大国際関係学部の監督を務めた。退任後は日大国際関係学部の総監督を務める。